# Jeffrey S. Taube
Jeffrey Steven Taube – amerykański neurobiolog, biofizyk, kognitywista, profesor Dartmouth College (Hanover, New Hampshire) – Department of Psychological and Brain Sciences i Center for Cognitive Neuroscience, jeden z odkrywców funkcji „komórek kierunku głowy” w neuronalnym systemie orientacji przestrzennej (zob. GPS mózgu, autor m.in. książki Head Direction Cells and the Neural Mechanisms of Spatial Orientation.

## Życiorys
Edukacja
Jeffrey Taube uczęszczał do Evanston Township High School w Evanston (Illinois) w latach 1966–1970. W latach 1970–1974 był studentem University of Michigan, gdzie uzyskał licencjat (Bachelor of General Studies). Profesorem tej uczelni był wówczas James B. Ranck Jr. (w University of Michigan od roku 1962, od roku 1975 – profesor fizjologii w Downstate), biofizyk zajmujący się połączeniami między pojedynczymi neuronami hipokampa i mózgiem, założyciel Hippocampal laboratory, odkrywce „komórek kierunku głowy”, autor licznych publikacji z tej dziedziny.
Praca dyplomowa i doktorat
- 1973–1974 – praca licencjacka na Wydziale Psychologii pod kierunkiem Davida Bohra (University of Michigan) na temat: Contractility of vascular smooth muscle in an in vitro system (undergraduate research project)
- 1980–1986 – praca dyplomowa w Department of Neurological Surgery pod kierunkiem Philipa A. Schwartzkroina (University of Washington) na temat: Intracellular recording in hippocampal slice preparation; analysis of cellular mechanisms underlying long-term potentiation in hippocampus; development of GABAergic responses in the rabbit; synaptic circuitry of the hippocampus, a następnie doktorat w ramach programu Physiology & Biophysics and Psychology.

Studia podoktoranckie
- 1986–1988 – SUNY, Downstate Medical Center (Brooklyn, NY, zob. LICH), temat badań: Chronic unit recording in freely moving rats; spatial and behavioral correlates of neurons in the postsubiculum and hippocampal formation; anatomical studies (using HRP and PHA-L) of the pre- and postsubiculum, opiekun naukowy: James B. Ranck Jr.
- 1988–1990 – University of California, temat badań: Intracellular recording from neurons in subiculum; intrinsic circuitry of subiculum; behavioral experiments following selective lesions of the postsubiculum, opiekun naukowy: Carl W. Cotman[8]

Zatrudnienie
- 1990–1996 – adiunkt, Department of Psychological & Brain Sciences, Dartmouth College, Hanover
- 1996–2002 – profesor nadzwyczajny
- od 1998 – Core Faculty, Center for Cognitive Neuroscience
- od 2002 – profesor zwyczajny

## Zakres pracy naukowej i dydaktycznej
W pracy naukowej Jeffrey S. Taube koncentruje się na zagadnieniach mieszczących się w dwóch głównych obszarach:
- biologiczne podstawy procesów poznawczych, umożliwiających orientację przestrzenną,
- neurobiologiczne mechanizmy uczenia się i pamięci

Prowadzi zajęcia dydaktyczne dotyczące zagadnień, leżących na pograniczach anatomii, fizjologii i elektrofizjologii, neurologii, psychologii, w tym kognitywistyka percepcji przestrzeni, uczenie się i pamięć.

## Publikacje
Publikację pt. Head-direction cells recorded from the postsubiculum in freely moving rats. II. Effects of environmental manipulations, której współautorem był J.S. Taube – pracujący wówczas w Department of Physiology, SUNY Health Sciences Center – cytował John O’Keefe w czasie swojego wykładu Spatial Cells in the Hippocampal Formation, wygłoszonego 7 grudnia 2014 roku w ramach ceremonii wręczania Nagród Nobla w dziedzinie fizjologii lub medycyny. Wykazy zamieszczone poniżej pochodzą ze strony internetowej Dartmouth College.
Artykuły naukowe (wybór)
- Mueller AL, Taube JS, Schwartzkroin PA (1984) Development of hyperpolarizing inhibitory postsynaptic potentials and hyperpolarizing response to GABA in rabbit hippocampus studied in vitro. Journal of Neuroscience 4: 860–867
- Taube JS, Schwartzkroin PA (1986) Ineffectiveness of organic calcium channel blockers in antagonizing long-term potentiation. Brain Research 379: 275–285
- Taube JS, Schwartzkroin PA (1987) Intracellular recordings from hippocampal CA1 interneurons before and following long-term potentiation. Brain Research 419: 32–38
- Taube JS, Schwartzkroin PA (1987) Hyperpolarizing responses to application of glutamate in hippocampal CA1 pyramidal neurons. Neuroscience Letters 78: 85–90
- Taube JS, Schwartzkroin PA (1988) Mechanisms of long-term potentiation: EPSP/spike dissociation, intradendritic recordings, and glutamate sensitivity. Journal of Neuroscience 8: 1632–1644
- Taube JS, Schwartzkroin PA (1988) Mechanisms of long-term potentiation: A current-source density analysis. Journal of Neuroscience 8: 1645–1655
- Cotman CW, Bridges RJ, Taube JS, Clark AS, Geddes JW, Monaghan DT (1989) The role of the NMDA receptor in central nervous system plasticity and pathology. Journal of NIH Research 1: 65–74
- Taube JS, Muller RU, Ranck JB Jr (1990) Head-direction cells recorded from the postsubiculum in freely moving rats. I. Description and quantitative analysis. Journal of Neuroscience 10: 420–435
- Taube JS, Muller RU, Ranck JB Jr (1990) Head-direction cells recorded from the postsubiculum in freely moving rats. II. Effects of environmental manipulations. Journal of Neuroscience 10: 436–447
- Taube JS (1991) Space, the final hippocampal frontier? Hippocampus 1: 247–249
- Taube JS, Kesslak JP, Cotman CW (1992) Lesions of the rat postsubiculum impair performance on spatial tasks. Behavioral & Neural Biology 57: 131–143
- Taube JS (1993) Intracellular recordings from rat subicular neurons. Experimental Brain Research 96: 304–318
- Muller RU, Bostock EM, Taube JS, Kubie JL (1994) On the directional firing properties of hippocampal place cells. Journal of Neuroscience 14: 7235–7251
- Taube JS (1995) Head direction cells recorded in the anterior thalamic nuclei of freely moving rats. Journal of Neuroscience 15: 70–86
- Goodridge JP, Taube JS (1995) Preferential use of the landmark navigational system by head direction cells. Behavioral Neuroscience 109: 49–61
- Taube JS, Burton HL (1995) Head direction cell activity monitored in a novel environment and during a cue conflict situation. Journal of Neurophysiology 74: 1953–1971
- Taube JS (1995) Place cell activity recorded from the parasubiculum in freely-moving rats. Hippocampus 5: 569-583
- Muller RU, Ranck JB Jr., Taube JS (1996) Head direction cells: properties and functional significance. Current Opinion in Neurobiology 6: 196–206
- Taube JS, Goodridge JP, Golob EJ, Dudchenko PA, Stackman RW (1996) Processing the head direction cell signal: a review and commentary. Brain Research Bulletin 40: 477–486
- Dudchenko PA, Taube JS (1997) Correlation between head direction cell activity and spatial behavior on a radial arm maze. Behavioral Neuroscience 111: 3–19
- Dudchenko PA, Goodridge JP, Seiterle DA, Taube JS (1997) Effects of repeated disorientation on the acquisition of two spatial reference memory tasks in rats: Dissociation between the radial arm maze and Morris water maze. Journal of Experimental Psychology: Animal and Behavioral Processes 23: 194–210
- Stackman RW, Taube JS (1997) Firing properties of head direction cells in rat anterior thalamic neurons: Dependence upon vestibular input. Journal of Neuroscience 17: 4349–4358
- Golob EJ, Taube JS (1997) Head direction cells and episodic spatial information in rats without a hippocampus. Proceedings of the National Academy of Sciences (USA) 94: 7645–7650
- Dudchenko PA, Goodridge JP, Taube JS (1997) The effects of disorientation on visual landmark control of head direction cell orientation. Experimental Brain Research 115: 375–380
- Taube JS, Golob EJ (1997) Computational functions of the hippocampus: Does it encode all episodic memories? Molecular Psychiatry 2: 442–445
- Goodridge JP, Taube JS (1997) Interaction between postsubiculum and anterior thalamus in the generation of head direction cell activity. Journal of Neuroscience 17: 9315–9330
- Golob EJ, Wolk DA, Taube JS (1998) Recordings of postsubicular head direction cells following lesions of the lateral dorsal thalamic nucleus. Brain Research 780: 9–19
- Taube JS, Muller RU (1998) Comparison of head direction cell activity in the postsubiculum and anterior thalamus of freely moving rats. Hippocampus 8: 87–108
- Taube JS (1998) Head direction cells and the neurophysiological basis for a sense of direction. Progress in Neurobiology 55: 225–256
- Goodridge JP, Dudchenko PA, Worboys KA, Golob EJ, Taube JS (1998) Cue control and head direction cells. Behavioral Neuroscience 112: 749–761
- Stackman RW, Taube JS (1998) Firing properties of rat lateral mammillary nuclei single units: head direction, head pitch, and angular head velocity. Journal of Neuroscience 18: 9020–9037
- Golob EJ, Taube JS (1999) Head direction cells in rats with hippocampal or overlying neocortical lesions: Evidence for impaired angular path integration. Journal of Neuroscience 19: 7198–7211
- Taube JS (1999) Some thoughts on place cells and the hippocampus. Hippocampus 9: 452–457
- Stackman RW, Tullman ML, Taube JS (2000) Maintenance of rat head direction cell firing during locomotion in the vertical plane. Journal of Neurophysiology 83: 393–405
- Golob EJ, Stackman RW, Wong AC, Taube JS (2001) On the behavioral significance of head direction cells: Neural and behavioral dynamics during spatial memory tasks. Behavioral Neuroscience 115: 285–304
- Bassett JP, Taube JS (2001) Neural correlates for angular head velocity in the rat dorsal tegmental nucleus. Journal of Neuroscience 21: 5740–5751
- Baird JC, Taube JS, Peterson D (2001) Statistical and information properties of head direction cells. Perception & Psychophysics 63: 1026–1037
- Stackman RW, Clark AS, Taube JS (2002) Hippocampal spatial representations require vestibular input. Hippocampus 12: 291–303
- Taube JS, Calton JL, Stackman RW, Oman CM, Steven MS (2002) The Neurobiology for a Sense of Direction: An Update from on the ground, upside–down, and space-bound. Journal of Vestibular Research 11: 320-321
- Golob EJ, Taube JS (2002) Differences between appetitive and aversive reinforcement on reorientation in a spatial working memory task. Behavioural Brain Research 136: 309–316
- Muir GM, Taube JS (2002) The neural correlates of spatial navigation and performance: Do head direction and place cells guide behavior? Behavioral and Cognitive Neuroscience Reviews 1: 297–317
- Brown JE, Yates BJ, Taube JS (2003) Does the vestibular system contribute to head direction cell activity in the rat? Physiology and Behavior 77: 743–748
- Stackman RW, Golob EJ, Bassett JP, Taube JS (2003) Passive transport disrupts directional path integration by rat head direction cells. Journal of Neurophysiology 90: 2862–2874
- Taube JS, Bassett JP (2003) Persistent neural activity in head direction cells. Cerebral Cortex 13: 1162–1172
- Calton JL, Stackman RW, Goodridge JP, Archey WB, Dudchenko PA, Taube JS (2003) Hippocampal place cell instability following lesions of the head direction cell network. Journal of Neuroscience 23: 9719–9731
- Muir GM, Taube JS (2004) Head direction cell activity and behavior in a navigation task requiring a cognitive mapping strategy. Behavioural Brain Research 153: 249–253
- Taube JS, Stackman RW, Calton JL, Oman CM (2004) Rat head direction cell responses in 0-G parabolic flight. Journal of Neurophysiology 92: 2887–2997
- Bassett JP, Zugaro MB, Muir GM, Golob EJ, Muller RU, Taube JS (2005) Passive movements of the head do not abolish anticipatory firing properties of head direction cells. Journal of Neurophysiology 93: 1304–1316
- Calton JL, Taube JS (2005) Degradation of head direction cell activity during inverted locomotion. Journal of Neuroscience 25: 2420–2428
- Frohardt RJ, Bassett JP, Taube JS (2006) Path integration and lesions within the head direction cell circuit: Comparison between the roles of the anterodorsal thalamus and dorsal tegmental nucleus. Behavioral Neuroscience 120: 135–149
- Taube JS (2007) The head direction signal: origins and sensory-motor integration. Annual Reviews of Neuroscience, in press.
- Bassett JP, Tullman ML, Taube JS (2007) Lesions of the tegmento-mammillary circuit in the head direction cell system disrupt the head direction signal in the anterior thalamus. Journal of Neuroscience
- Calton JL, Turner CS, Cyrenne DM, Lee BR, Taube JS (2007) Landmark control and the updating of self-movement cues are largely maintained in head direction cells following lesions of the posterior parietal cortex

Książki
- Wiener SI, Taube JS (2005) Head Direction Cells and the Neural Mechanisms of Spatial Orientation. MIT Press: Cambridge, MA.

Rozdziały w książkach
- Schwartzkroin PA, Taube JS (1985) Mechanisms underlying long-term potentiation. In Neural Mechanisms of Conditioning. DA Alkon and CD Woody (eds). Plenum Press, New York, NY, pp 319–329.
- Muller RU, Kubie JL, Bostock EM, Taube JS, Quirk G (1991) Spatial firing correlates of neurons in the hippocampal formation of freely moving rats. In Brain and Space. J Paillard (ed). Oxford University Press, Oxford, pp 296–333
- Blair HT, Sharp PE, Cho J, Goodridge JP, Stackman RW, Golob EJ, Taube JS (1998) Path integration in the rat head-direction circuit. In Computational Neuroscience: Trends in Research. J. Bower (ed). Plenum Press: New York, NY. pp. 579–584
- Taube JS (2001) Sensory determinants of head direction cell activity. In The Neural Basis of Navigation: Evidence from Single Cell Recording. PE Sharp (ed). Kluwer Academic Press, Boston, MA, pp 141–161
- Taube JS (2001) Neural representation of direction head direction cells. In International Encyclopedia of the Social and Behavioral Sciences. NJ Smelser, PB Baltes (eds). Pergamon, Oxford, UK, pp 10556–10559
- Taube JS (2004) Single neuron recording. In Encyclopedia of Cognitive Science, Volume 4. L Nadel (ed), Macmillan Reference, London, UK, pp 15–18
- Dudchenko PA, Muir G, Frohardt R, Taube JS (2005) What does the head direction cell system actually do? In Head Direction Cells and the Neural Mechanisms of Spatial Orientation. SI Wiener, JS Taube (eds). MIT Press: Cambridge, MA, pp 221–245
- Taube JS (2005) Head direction cell activity: landmark control and responses in three dimensions. In Head Direction Cells and the Neural Mechanisms of Spatial Orientation. SI Wiener, JS Taube (eds). MIT Press: Cambridge, MA, pp 45–67
- Bassett JP, Taube JS (2005) Head direction signal generation: Ascending and descending information streams. In Head Direction Cells and the Neural Mechanisms of Spatial Orientation. SI Wiener, JS Taube (eds). MIT Press: Cambridge, MA, pp 83–109
- Brown JE, Taube JS (2007) Neural representations supporting spatial navigation and memory. In Brain Representations. S. Funahashi (ed). Springer-Verlag: Tokyo, Japan

Komentarze
- Taube JS, Muller RU, Ranck JB Jr (1989) Neurophysiological evidence for an internal direction sense in the rat. In Neural Mechanisms of Behavior. J Erber, R Menzel, HJ Pfluger, and D Todt (eds), Georg Thieme Verlag, New York, pp 216–217
- Taube JS (1996) Commentary to: Influence of visual signals on the co-ordination of spontaneous eye- and head movements in infant rabbits (by H Tegetmeyer). Brain Research Bulletin 40: 362–363
- Taube JS (1996) Commentary to: Space and the hippocampus formation in humans (by RG Robin, A Pickering, S Abrahams, JD Feigenbaum). Brain Research Bulletin 40: 490

## Stowarzyszenia naukowe i zawodowe
Jeffrey S. Taube należy m.in. do:
- Society for Neuroscience
- The American Physiological Society
- Sigma Xi

oraz komitetów organizacyjnych konferencji i innych spotkań naukowych. Jest członkiem zespołów redakcyjnych czasopism Hippocampus (od roku 1997) i Behavioral Neuroscience (od roku 1999.

## Nagrody i wyróżnienia
Wyróżnienia i nagrody akademickie:
- 1973, 1974 – Angel Scholar, University of Michigan
- 1991 – Burke Award, Dartmouth College
- 1994 – Dartmouth College Junior Faculty Fellowship
- 1998 – American Psychological Association D.G. Marquis Behavioral Neuroscience Award
- 2002 – McLane Family Fellowship